# Борше, Дитер
Дитер Борше настоящие имя и фамилия — Альберт Ойген Ролломанн (нем. Dieter Albert Eugen Rollomann Borsche; 25 октября 1909, Ганновер, Германская империя — 5 августа 1982, Нюрнберг, ФРГ) — немецкий театральный деятель, актёр театра, кино и телевидения, режиссёр, сценарист.

## Биография
Родился в музыкальной семье, отец был учителем музыки, мать — певицей. Обучался балету при оперном театре Ганновера, в 1933 году подписал контракт с Веймарским национальным театром. Выступал в театрах Киля (1935), Данцига (1939—1942) и Бреслау (1942—1944).
Участник Второй мировой войны. В 1944 году был призван в вермахт, попал в плен в Эйфеле. После войны работал плотником ы Баварии.
После 1945 года снова выступал выступал в Киле. С 1947 по 1949 год был директором театра в Киле.
Амплуа — герой-любовник.
Дебютировал в кино в 1935 году, стал широко известен в Германии после окончания Второй мировой войны.
Сыграл в 140 фильмах, написал 1 киносценарий, как режиссёр поставил 2 фильма.
С конца 1944 года страдал от мышечной атрофии, с конца 1970-х годов был прикован к инвалидному креслу. Часто работал на радио и в качестве актёра озвучивания. 
В 1974 году был награждён Золотой кинолентой за «многолетнюю выдающуюся работу в немецком кино». В 1979 году награждён Орденом «За заслуги перед Федеративной Республикой Германия».
Был трижды женат и имел от этих браков четырёх сыновей.

## Избранная фильмография
- 1981 — Золотые времена — горькие времена — генерал Вальтер Бильшток
- 1977 — Граф Йостер имеет честь — директор фон Винтерфельдт
- 1975 — Сержант Берри — мистер Левайн
- 1974 — Маленький доктор — профессор Громайр
- 1974 — Последние дни Гоморры — Брюс
- 1972 — Жозеф Бальзамо — барон Филипп фон Таверне (не указан в титрах)
- 1972 — Тайна старой девы — Фриц Хельвиг
- 1970 — Отец Браун — Генри Бейкер
- 1970 — Раковый корпус — Низамутдин Бахрамович
- 1970 — Генерал Остер — предатель или патриот? — адмирал Вильгельм Канарис
- 1970 — Пастор из Санкт-Паули — пастор Тённинг
- 1970 — Пол Темпл — мистер Ланг / мистер Хаффнер
- 1968 — Леди Гамильтон: Путь в высший свет — доктор Грэм
- 1968 — Берлинская Антигона — доктор Хельмер
- 1968 — Врач из Санкт-Паули — пфаррер Феддерсен
- 1968 — Мадам Кайо — Фернан Лабори
- 1968 — Блокада Берлина — Люсиус Клей
- 1968 — Клифф Декстер — Леклерк
- 1966 — Чёрная пятница — Эверетт Гарденер
- 1966 — Улыбка Джоконды — доктор Либбард
- 1966 — Врач констатирует... — герр Зидлер
- 1965 — Доктор Мурке и некрологи — интендант Остероде
- 1965 — Дикие народы Курдистана — лорд Дэвид Линдсей
- 1965 — Гнев сабель — лорд Дэвид Линдсей
- 1965 — Шведская дева — Крузенберг
- 1964 — Призрак Сохо — шеф-инспектор Хью Паттон
- 1964 — Гинеколог обвиняет — доктор Ханс Томас
- 1964 — Золотоискатели Арканзаса — патер Бенсон
- 1964 — Жёлтый дьявол — лорд Дэвид Линдсей
- 1963 — Чёрный аббат — лорд Гарри Челфорд
- 1963 — Те, кто идёт на риск — доктор Мак Фергюсон
- 1963 — Скотланд-Ярд против доктора Мабузе — Джордж Кокстоун
- 1962 — Счастливые годы Торвальдов — доктор Шауб
- 1962 — Красный шум — профессор Линднер
- 1961 — Мёртвые глаза Лондона — Дэвид Джадд / мистер Леннокс / преподобный Пол Дирборн
- 1960 — Сабина и сто мужчин — Виктор Лоренц
- 1960 — Удивительная Кристина — Эктор Дюванель
- 1958 — U-47. Капитан-лейтенант Прин — пфаррер Фридрих Килле
- 1958 — Время любить и время умирать — гауптман Раэ
- 1958 — Два сердца в мае — Петер Пауль Мюллер
- 1957 — Ночью в «Зелёном какаду» — доктор Майбах
- 1957 — Королева Луиза — король Фридрих Вильгельм IV
- 1957 — Красный цвет любви — Герман Лёнс
- 1956 — Сан-Сальваторе — доктор Роберт Кант
- 1955 — Я была безобразной девицей — Клаудио Паульс
- 1955 — Пересадка в Орли — капитан Эдди Миллер
- 1955 — Барринги — Фрид фон Барринг
- 1954 — Али-Баба и сорок разбойников — главарь разбойников Абдель
- 1953 — Целитель — доктор Жан Шеффер
- 1953 — Королевское высочество — принц Клаус Генрих
- 1953 — Фанфары брака — Ганс Мертенс
- 1953 — Капеллан из Сан-Лоренсо — Дон Стефано
- 1952 — Большое искушение — Рихард Гербранд
- 1952 — Папе нужна женщина — доктор Ханс Ноймейстер
- 1952 — Сердце Мира — Артур фон Зуттнер
- 1951 — Фанфары любви — Ганс Мертенс
- 1951 — Доктор Холл — доктор Холл
- 1951 — Граница греха — Ганс Фишер
- 1950 — Падающая звезда — Люциус / Лучано
- 1950 — Придёт день — Фридрих
- 1949 — Ночная служба — капеллан фон Имхофф
- 1939 — Возлюбленная — лейтенант фон Донат
- 1938 — Прусская любовная история — принц Карл Прусский

## Дубляж
- 1981 — Сфинкс — Абду Хамди (Джон Гилгуд)
- 1978 — Поощрять других — лорд Годдард (Роланд Калвер)
- 1976 — Генрих V — архиепископ Кентерберийский (Феликс Эйлмер)
- 1976 — Последний воин — Барон (Макс фон Зюдов)
- 1974 — Они будут свободны, доктор Корчак — доктор Януш Корчак (Лео Генн)
- 1974 — Изгоняющий дьявола — отец Ланкестер Меррин (Макс фон Зюдов)
- 1972 — Остров сокровищ — сквайр Трелони (Вальтер Слезак)
- 1971 — Пол Темпл — декан Фукс (Сирил Лакэм)
- 1966 — Капитан из Толедо — Дон Педро (Джанни Соларо)
- 1965 — Леди Л. — лорд Дики Лендэйл (Дэвид Нивен)
- 1963 — Причастие — Томас Эрикссон (Гуннар Бьёрнстранд)
- 1963 — Алый клинок — Белл (Дункан Ламонт)
- 1950 — Сумей сквозь тучи солнце разглядеть — Джек Донахью (Рэй Болджер)
- 1950 — Одно прикосновение Венеры — Эдди Хэтч (Роберт Хадсон Уокер)